# LGA 1851
LGA 1851 (nombre en código Socket V1) es un socket de matriz de contactos en rejilla (LGA) para CPU diseñado por Intel para las generaciones de procesadores de escritorio Meteor Lake-PS, Arrow Lake-S y Arrow Lake-S Refresh, lanzados el 14 de diciembre de 2024. Estos pertenecen a la serie de procesadores Intel Core Ultra, de los que han sido lanzados su serie 100 (Meteor Lake) y 200 (Arrow lake).
El número de contactos ha aumentado, de 1700 (para LGA 1700) to 1851. Usa las mismas dimensiones y agujeros para el disipador que LGA 1700, asegurando compatiblidad con el disipador.
Ofrece 20 líneas PCIe 5.0 (x16 para las tarjetas de expansión y x4 para almecenamiento) y 4 líneas PCIe 4.0 adicionales para almacenamiento. Las líneas PCIe disponibles para las tarjetas de expansión ahora pueden ser bifurcadas en tres dispositivos (x8, x4, x4) en vez de dos, en el caso de LGA 1700. Similar al socket AM5 de AMD, usa exclusivamente RAM DDR5, quitando el soporte para DDR4 no como su predecesor (LGA 1700), marcando fin a la era de DDR4 después de 10 años. Su límite de memoria permitida por módulo es de 48GB, a un máximo de 6400MT/s, aunque es posible usar hasta 256GB en ciertos tipos y configuraciones de RAM.